# Coppa del Mondo di scherma 2016
La Coppa del Mondo di scherma 2015-2016 è stata la 45ª edizione della competizione organizzata ogni anno dalla Federazione internazionale della scherma. È iniziata il 3 ottobre 2015 e si è conclusa il 6 agosto 2016, al termine dei giochi olimpici.

## Distribuzione dei punti

### Individuale
Le competizioni del calendario si suddividono in cinque categorie. Tutte portano dei punti validi per la Coppa del Mondo secondo un coefficiente prestabilito: 1 per le prove di Coppa del Mondo e i campionati continentali, 1,5 per i Grand Prix, 2,5 per i campionati mondiali e 3 per i Giochi olimpici. I tornei satellite, destinati a far familiarizzare i giovani schermidori con le competizioni internazionali, portano pochi punti.
Per calcolare la classifica di uno schermidore, contano solamente i cinque migliori punteggi ottenuti durante le prove di Coppa del Mondo, Grand Prix e satellite, oltre ai campionati mondiali e ai Giochi olimpici..
| Pos.                                    | 1  | 2  | 3-4 | 5-8 | 9-16 | 17-32 | 33-64 |
| --------------------------------------- | -- | -- | --- | --- | ---- | ----- | ----- |
| Satellite                               | 4  | 3  | 2   | 1   | 0    | 0     | 0     |
| Campionati continentali Coppa del Mondo | 32 | 26 | 20  | 14  | 8    | 4     | 2     |
| Grand Prix                              | 48 | 39 | 30  | 21  | 12   | 6     | 3     |
| Campionati mondiali                     | 80 | 65 | 50  | 35  | 20   | 10    | 5     |
| Giochi olimpici                         | 96 | 78 | 60  | 42  | 24   | 12    | 6     |

### A squadre
La distribuzione dei punti è la stessa per tutte le competizioni a squadre, tranne che per i campionati mondiali che portano il doppio dei punti.
Per calcolare la classifica di una squadre, contano solamente i quattro migliori risultati delle prove di Coppa del Mondo, oltre a quelli di campionati mondiali o Olimpiadi e dei campionati continentali.
| Pos.                                    | 1   | 2   | 3  | 4  | 5  | 6  | 7  | 8  | 9  | 10 | 11 | 12 | 13 | 14 | 15 | 16 | 17-32 |
| --------------------------------------- | --- | --- | -- | -- | -- | -- | -- | -- | -- | -- | -- | -- | -- | -- | -- | -- | ----- |
| Campionati continentali Coppa del Mondo | 64  | 52  | 40 | 36 | 32 | 30 | 28 | 26 | 25 | 24 | 23 | 22 | 21 | 20 | 19 | 18 | 8     |
| Campionati mondiali                     | 128 | 104 | 80 | 72 | 64 | 60 | 56 | 52 | 50 | 48 | 46 | 44 | 42 | 40 | 38 | 36 | 16    |

## Calendario
| Legenda | Abbreviazione | Categoria               |
|         | OL            | Giochi olimpici         |
|         | CM            | Campionati mondiali     |
|         | CC            | Campionati continentali |
|         | GP            | Grand Prix              |
|         | CdM           | Coppa del Mondo         |
|         | Sat           | Tornei satelliti        |

### Donne

#### Circuito principale
| Data             | Nome e luogo                                                | Cat. | Arma     | Tipo    | Vincitrice                                                                            | Finalista                                                                                   | Semifinaliste                                                                                     | T      |
| ---------------- | ----------------------------------------------------------- | ---- | -------- | ------- | ------------------------------------------------------------------------------------- | ------------------------------------------------------------------------------------------- | ------------------------------------------------------------------------------------------------- | ------ |
| 9 ottobre 2015   | Coppa del Mondo Caracas                                     | CdM  | Sciabola | Indiv.  | Mariel Zagunis                                                                        | Seo Ji-yeon                                                                                 | Manon Brunet Rossella Gregorio                                                                    | [ 3 ]  |
| 9 ottobre 2015   | Coppa del Mondo Caracas                                     | CdM  | Sciabola | Squadre | Russia Ekaterina Dyachenko Sofya Velikaya Yana Egorian Yuliya Gavrilova               | Ucraina Olena Kravatska Ol'ha Charlan Alina Komashchuk Olena Voronina                       | Polonia Malgorzata Kozaczuk Bogna Jóźwiak Aleksandra Socha Marta Puda                             | [ 4 ]  |
| 16 ottobre 2015  | Coppa del Mondo Cancún                                      | CdM  | Fioretto | Indiv.  | Ysaora Thibus                                                                         | Alice Volpi                                                                                 | Elisa Di Francisca Martina Batini                                                                 | [ 5 ]  |
| 16 ottobre 2015  | Coppa del Mondo Cancún                                      | CdM  | Fioretto | Squadre | Italia Martina Batini Alice Volpi Arianna Errigo Chiara Cini                          | Russia Aida Shanaeva Inna Gracheva Larisa Korobejnikova Adelina Zagidullina                 | Stati Uniti Nzingha Prescod Lee Kiefer Sabrina Massialas Nicole Ross                              | [ 6 ]  |
| 23 ottobre 2015  | Trofeo Carroccio Legnano                                    | CdM  | Spada    | Indiv.  | Sun Yiwen                                                                             | Kristina Kuusk                                                                              | Violetta Kolobova Emese Szász                                                                     | [ 7 ]  |
| 23 ottobre 2015  | Trofeo Carroccio Legnano                                    | CdM  | Spada    | Squadre | Russia Tatiana Gudkova Violetta Kolobova Lyubov Shutova Anna Sivkova                  | Romania Ana Maria Popescu Loredana Dinu Simona Gherman Simona Pop                           | Stati Uniti Courtney Hurley Kelley Hurley Katharine Holmes Katarzyna Trzopek                      | [ 8 ]  |
| 30 ottobre 2015  | Trophée BNP Paribas Orléans                                 | CdM  | Sciabola | Indiv.  | Yana Egorian                                                                          | Olha Kharlan                                                                                | Ibtihaj Muhammad Yoon Ji-su                                                                       | [ 9 ]  |
| 30 ottobre 2015  | Trophée BNP Paribas Orléans                                 | CdM  | Sciabola | Squadre | Ucraina Olga Kharlan Olena Voronina Olena Kravatska Galyna Pundyk                     | Russia Yana Egorian Ekaterina Dyachenko Yuliya Gavrilova Sofya Velikaya                     | Francia Cécilia Berder Charlotte Lembach Saoussen Boudiaf Manon Apithy-Brunet                     | [ 10 ] |
| 6 novembre 2015  | Challenge international de Saint-Maur Saint-Maur-des-Fossés | CdM  | Fioretto | Indiv.  | Arianna Errigo                                                                        | Elisa Di Francisca                                                                          | Carolin Golubytskyi Lee Kiefer                                                                    | [ 11 ] |
| 6 novembre 2015  | Challenge international de Saint-Maur Saint-Maur-des-Fossés | CdM  | Fioretto | Squadre | Italia Arianna Errigo Alice Volpi Chiara Cini Martina Batini                          | Russia Larisa Korobejnikova Adelina Zagidullina Diana Yakovleva Anastasia Ivanova           | Francia Astrid Guyart Gaelle Gebet Pauline Ranvier Ysaora Thibus                                  | [ 12 ] |
| 13 novembre 2015 | Tournoi international Nanchino                              | CdM  | Spada    | Indiv.  | Ana Maria Popescu                                                                     | Sarra Besbes                                                                                | Irina Embrich Shin A-lam                                                                          | [ 13 ] |
| 13 novembre 2015 | Tournoi international Nanchino                              | CdM  | Spada    | Squadre | Russia Lyubov Shutova Violetta Kolobova Anna Sivkova Tatiana Gudkova                  | Corea del Sud Choi In-jeong Choi Eun-sook Shin A-lam Kang Young-mi                          | Stati Uniti Katarzyna Trzopek Kelley Hurley Courtney Hurley Katharine Holmes                      | [ 14 ] |
| 27 novembre 2015 | Grand Prix Torino                                           | GP   | Fioretto | Indiv.  | Alice Volpi                                                                           | Inna Deriglazova                                                                            | Arianna Errigo Adelina Zagidullina                                                                | [ 15 ] |
| 5 dicembre 2015  | Grand Prix del Qatar Doha                                   | GP   | Spada    | Indiv.  | Mara Navarria                                                                         | Britta Heidemann                                                                            | Tatiana Logunova Yana Zvereva                                                                     | [ 16 ] |
| 12 dicembre 2015 | Grand Prix de sabre Absolute Fencing Gear Boston            | GP   | Sciabola | Indiv.  | Shen Chen                                                                             | Viktoriya Kovaleva                                                                          | Sabina Mikina Sof'ja Velikaja                                                                     | [ 17 ] |
| 15 gennaio 2016  | Coppa della Corte di Artù Danzica                           | CdM  | Fioretto | Indiv.  | Arianna Errigo                                                                        | Aida Shanaeva                                                                               | Martina Batini Inna Deriglazova                                                                   | [ 18 ] |
| 15 gennaio 2016  | Coppa della Corte di Artù Danzica                           | CdM  | Fioretto | Squadre | Italia Alice Volpi Chiara Cini Martina Batini Arianna Errigo                          | Russia Anastasia Ivanova Inna Gracheva Diana Yakovleva Larisa Korobejnikova                 | Germania Eva Hampel Leonie Ebert Anne Kleibrink Carolin Bodoczi                                   | [ 19 ] |
| 22 gennaio 2016  | Città di Barcellona Barcellona                              | CdM  | Spada    | Indiv.  | Mara Navarria                                                                         | Lauren Rembi                                                                                | Ana Maria Popescu Lyubov Shutova                                                                  | [ 20 ] |
| 22 gennaio 2016  | Città di Barcellona Barcellona                              | CdM  | Spada    | Squadre | Estonia Erika Kirpu Julia Beljajeva Kristina Kuusk Irina Embrich                      | Russia Lyubov Shutova Tatiana Gudkova Tatiana Logunova Violetta Kolobova                    | Corea del Sud Kang Young-mi Choi In-jeong Shin A-lam Choi Eun-sook                                | [ 21 ] |
| 29 gennaio 2016  | Coppa Acropoli Atene                                        | CdM  | Sciabola | Indiv.  | Mariel Zagunis                                                                        | Sof'ja Velikaja                                                                             | Ekaterina Diatchenko Ibtihaj Muhammad                                                             | [ 22 ] |
| 29 gennaio 2016  | Coppa Acropoli Atene                                        | CdM  | Sciabola | Squadre | Ucraina Olena Voronina Olga Kharlan Olena Kravatska Alina Komashchuk                  | Russia Yana Egorian Sof'ja Velikaja Ekaterina Dyachenko Yuliya Gavrilova                    | Francia Cécilia Berder Manon Apithy-Brunet Charlotte Lembach Saoussen Boudiaf                     | [ 23 ] |
| 5 febbraio 2016  | Coppa del Mondo Algeri                                      | CdM  | Fioretto | Indiv.  | Elisa Di Francisca                                                                    | Martina Batini                                                                              | Inna Deriglazova Arianna Errigo                                                                   | [ 24 ] |
| 5 febbraio 2016  | Coppa del Mondo Algeri                                      | CdM  | Fioretto | Squadre | Russia Anastasia Ivanova Inna Gracheva Adelina Zagidullina Diana Yakovleva            | Italia Martina Batini Arianna Errigo Chiara Cini Alice Volpi                                | Stati Uniti Nicole Ross Lee Kiefer Sabrina Massialas Nzingha Prescod                              | [ 25 ] |
| 12 febbraio 2016 | Jockey Club Argentino Buenos Aires                          | CdM  | Spada    | Indiv.  | Violetta Kolobova                                                                     | Irina Embrich                                                                               | Simona Gherman Emma Samuelsson                                                                    | [ 26 ] |
| 12 febbraio 2016 | Jockey Club Argentino Buenos Aires                          | CdM  | Spada    | Squadre | Romania Ana Maria Popescu Loredana Dinu Simona Gherman Simona Pop                     | Russia Lyubov Shutova Tatiana Gudkova Violetta Kolobova Tatiana Logunova                    | Estonia Erika Kirpu Julia Beljajeva Kristina Kuusk Irina Embrich                                  | [ 27 ] |
| 19 febbraio 2016 | Challenge Yves Brasseur Gand                                | CdM  | Sciabola | Indiv.  | Ol'ha Charlan                                                                         | Yana Egorian                                                                                | Kim Ji-yeon Sof'ja Velikaja                                                                       | [ 28 ] |
| 19 febbraio 2016 | Challenge Yves Brasseur Gand                                | CdM  | Sciabola | Squadre | Russia Ekaterina Dyachenko Yuliya Gavrilova Sof'ja Velikaja Yana Egorian              | Francia Charlotte Lembach Saoussen Boudiaf Manon Apithy-Brunet Cécilia Berder               | Ucraina Olena Voronina Ol'ha Charlan Olena Kravatska Alina Komashchuk                             | [ 29 ] |
| 11 marzo 2016    | Grand Prix L'Avana                                          | GP   | Fioretto | Indiv.  | Arianna Errigo                                                                        | Lee Kiefer                                                                                  | Nam Hyun-hee Diana Yakovleva                                                                      | [ 30 ] |
| 18 marzo 2016    | Grand Prix Westend "in mémoria di Jozsef Sakovics" Budapest | GP   | Spada    | Indiv.  | Xu Anqi                                                                               | Sarra Besbes                                                                                | Tatyana Andryushina Tatiana Logunova                                                              | [ 31 ] |
| 25 marzo 2016    | Grand Prix Seul                                             | GP   | Sciabola | Indiv.  | Yana Egorian                                                                          | Seo Ji-yeon                                                                                 | Sof'ja Velikaja Vasilikī Vougiouka                                                                | [ 32 ] |
| 13 aprile 2016   | Campionati asiatici Wuxi                                    | CC   | Spada    | Indiv.  | Sun Yujie                                                                             | Xu Anqi                                                                                     | Kang Young-mi Shin A-lam                                                                          | [ 33 ] |
| 13 aprile 2016   | Campionati asiatici Wuxi                                    | CC   | Spada    | Squadre | Corea del Sud Kang Young-mi Choi Eun-sook Choi In-jeong Shin A-lam                    | Cina Hao Jialu Anqi Xu Yujie Sun Yiwen Sun                                                  | Hong Kong Chu Ka Mong Ho Tik Lam Debbie Vivian Kong Coco Lin                                      | [ 34 ] |
| 13 aprile 2016   | Campionati asiatici Wuxi                                    | CC   | Fioretto | Indiv.  | Nam Hyun-hee                                                                          | Le Huilin                                                                                   | Minami Kano Kim Mi-na                                                                             | [ 35 ] |
| 13 aprile 2016   | Campionati asiatici Wuxi                                    | CC   | Fioretto | Squadre | Cina Liu Yongshi Peilin Wu Le Huilin Yu Gong                                          | Corea del Sud Seungmin Lim Seo In Hong Mina Kim Nam Hyun-hee                                | Giappone Karin Miyawaki Haruka Yanaoka Minami Kano Shiho Nishioka                                 | [ 36 ] |
| 13 aprile 2016   | Campionati asiatici Wuxi                                    | CC   | Sciabola | Indiv.  | Hwang Seon-a                                                                          | Shao Yaqi                                                                                   | Kim Ji-yeon Seo Ji-yeon                                                                           | [ 37 ] |
| 13 aprile 2016   | Campionati asiatici Wuxi                                    | CC   | Sciabola | Squadre | Cina Xueqian Zhang Xin Zhang Shao Yaqi Shen Chen                                      | Corea del Sud Lee Ra-jin Yoon Ji-su Kim Ji-yeon Seona Hwang                                 | Giappone Risa Takashima Norika Tamura Chika Aoki Misaki Emura                                     | [ 38 ] |
| 15 aprile 2016   | Campionati africani Algeri                                  | CC   | Spada    | Indiv.  | Sarra Besbes                                                                          | Gbahi Gwladys Sakoa                                                                         | Nedjma Djouad Maya Mansouri                                                                       | [ 39 ] |
| 15 aprile 2016   | Campionati africani Algeri                                  | CC   | Spada    | Squadre | Egitto Nardin Ehab Shirwit Gaber Salwa Gaber Ayah Mahdy                               | Tunisia Maya Mansouri Dorra Ben Jaballah Sarra Besbes Nesrine Ghrib                         | Algeria Nedjma Djouad Hanane Laggoune Yousra Rouibet Yousra Zebboudj                              | [ 40 ] |
| 15 aprile 2016   | Campionati africani Algeri                                  | CC   | Fioretto | Indiv.  | Inès Boubakri                                                                         | Anissa Khelfaoui                                                                            | Haïfa Jabri Youssra Zakarani                                                                      | [ 41 ] |
| 15 aprile 2016   | Campionati africani Algeri                                  | CC   | Fioretto | Squadre | Tunisia Inès Boubakri Haifa Jabri Dorra Ben Jaballah -                                | Algeria Wassila Redouane Anissa Khelfaoui Narimene Elhaouari Khadidja Zerabib               | -                                                                                                 | [ 42 ] |
| 15 aprile 2016   | Campionati africani Algeri                                  | CC   | Sciabola | Indiv.  | Azza Besbes                                                                           | Mennatalla Ahmed                                                                            | Sarah Atrouz Abik Boungab                                                                         | [ 43 ] |
| 15 aprile 2016   | Campionati africani Algeri                                  | CC   | Sciabola | Squadre | Tunisia Yasmine Daghfous Khadija Chemkhi Azza Besbes Haifa Jabri                      | Algeria Amira Hayet Sarah El Hafaia Sarah Atrouz Abik Boungab Sonia Abdiche                 | Egitto Maryam El Sawy Mennatalla Ahmed Nour Montaser Nada Hafez                                   | [ 44 ] |
| 22 aprile 2016   | Grand Prix Rio de Janeiro                                   | GP   | Spada    | Indiv.  | Tatiana Logunova                                                                      | Xu Anqi                                                                                     | Olga Kochneva Katrina Lehis                                                                       | [ 45 ] |
| 26 aprile 2016   | Campionato mondiale Rio de Janeiro                          | CM   | Fioretto | Squadre | Russia Aida Šanaeva Larisa Korobejnikova Adelina Zagidullina Inna Deriglazova         | Italia Arianna Errigo Elisa Di Francisca Valentina Vezzali Martina Batini                   | Francia Pauline Ranvier Astrid Guyart Ysora Thibus Gaëlle Gebet                                   | [ 46 ] |
| 13 maggio 2016   | Coppa del Mondo Pechino                                     | CdM  | Sciabola | Indiv.  | Ol'ha Charlan                                                                         | Kim Ji-yeon                                                                                 | Qian Jiarui Mariel Zagunis                                                                        | [ 47 ] |
| 13 maggio 2016   | Coppa del Mondo Pechino                                     | CdM  | Sciabola | Squadre | Francia Charlotte Lembach Caroline Queroli Sara Balzer Cécilia Berder                 | Russia Viktoriya Kovaleva Valeriya Bolshakova Ekaterina Dyachenko Yuliya Gavrilova          | Polonia Malgorzata Kozaczuk Marta Puda Aleksandra Shelton Katarzyna Kedziora                      | [ 48 ] |
| 20 maggio 2016   | Coppa del Mondo Legnano                                     | CdM  | Spada    | Indiv.  | Erika Kirpu                                                                           | Giulia Rizzi                                                                                | Tatyana Andryushina Vivian Kong                                                                   | [ 49 ] |
| 20 maggio 2016   | Coppa del Mondo Legnano                                     | CdM  | Spada    | Squadre | Cina Yujie Sun Anqi Xu Yiwen Sun Hao Jialu                                            | Romania Simona Pop Simona Gherman Ana Maria Popescu Loredana Dinu                           | Estonia Julia Beljajeva Erika Kirpu Kristina Kuusk Irina Embrich                                  | [ 50 ] |
| 20 maggio 2016   | Coppa Reinhold-Würth Tauberbischofsheim                     | CdM  | Fioretto | Indiv.  | Inna Deriglazova                                                                      | Arianna Errigo                                                                              | Elisa Di Francisca Lee Kiefer                                                                     | [ 51 ] |
| 20 maggio 2016   | Coppa Reinhold-Würth Tauberbischofsheim                     | CdM  | Fioretto | Squadre | Russia Yana Alborova Anastasia Ivanova Diana Yakovleva Adelina Zagidullina            | Italia Martina Batini Chiara Cini Alice Volpi Arianna Errigo                                | Francia Ysaora Thibus Astrid Guyart Jeromine Mpah-Njanga Pauline Ranvier                          | [ 52 ] |
| 28 maggio 2016   | Sciabola di Mosca Mosca                                     | GP   | Sciabola | Indiv.  | Ol'ha Charlan                                                                         | Mariel Zagunis                                                                              | Yuliya Gavrilova Irene Vecchi                                                                     | [ 53 ] |
| 3 giugno 2016    | Grand Prix Shanghai                                         | GP   | Fioretto | Indiv.  | Arianna Errigo                                                                        | Lee Kiefer                                                                                  | Martina Batini Ysaora Thibus                                                                      | [ 54 ] |
| 20 giugno 2016   | Campionati panamericani Panama                              | CC   | Spada    | Indiv.  | Kelley Hurley                                                                         | María Martínez                                                                              | Katharine Holmes Courtney Hurley                                                                  | [ 55 ] |
| 20 giugno 2016   | Campionati panamericani Panama                              | CC   | Spada    | Squadre | Canada Leonora Mackinnon Brittany Mark-Larkin Vanessa Lacas-Warrick Malinka Montanaro | Stati Uniti Katharine Holmes Katarzyna Trzopek Kelley Hurley Courtney Hurley                | Brasile Rayssa Costa Katherine Miller Nathalie Moellhausen Simeao Amanda Netto                    | [ 56 ] |
| 20 giugno 2016   | Campionati panamericani Panama                              | CC   | Fioretto | Indiv.  | Lee Kiefer                                                                            | Nicole Ross                                                                                 | Alanna Goldie Kelleigh Ryan                                                                       | [ 57 ] |
| 20 giugno 2016   | Campionati panamericani Panama                              | CC   | Fioretto | Squadre | Stati Uniti Nzingha Prescod Nicole Ross Lee Kiefer Sabrina Massialas                  | Canada Eleanor Harvey Alanna Goldie Shannon Comerford Kelleigh Ryan                         | Messico Victoria M.I. Meza-Oceguera Nataly Michel Melissa Rebolledo Denisse A. Hernández-Martínez | [ 58 ] |
| 20 giugno 2016   | Campionati panamericani Panama                              | CC   | Sciabola | Indiv.  | Ibtihaj Muhammad                                                                      | Mariel Zagunis                                                                              | María Belén Pérez Maurice Paola Pliego                                                            | [ 59 ] |
| 20 giugno 2016   | Campionati panamericani Panama                              | CC   | Sciabola | Squadre | Stati Uniti Dagmara Wozniak Mariel Zagunis Ibtihaj Muhammad Monica Aksamit            | Messico Paola Pliego Julieta Toledo Tania Arrayales Úrsula González                         | Canada Pamela Brind'Amour Gabriella Page Marissa Ponich Rachel Lamarre                            | [ 60 ] |
| 20 giugno 2016   | Campionato europeo Toruń                                    | CC   | Spada    | Indiv.  | Simona Gherman                                                                        | Ana Maria Popescu                                                                           | Renata Knapik-Miazga Emese Szász                                                                  | [ 61 ] |
| 20 giugno 2016   | Campionato europeo Toruń                                    | CC   | Spada    | Squadre | Estonia Julia Beljajeva Irina Embrich Erika Kirpu Kristina Kuusk                      | Francia Marie-Florence Candassamy Joséphine Jacques-André-Coquin Auriane Mallo Lauren Rembi | Romania Loredana Dinu Simona Gherman Simona Pop Ana Maria Brânză                                  | [ 62 ] |
| 20 giugno 2016   | Campionato europeo Toruń                                    | CC   | Fioretto | Indiv.  | Arianna Errigo                                                                        | Aida Shanayeva                                                                              | Carolin Golubytskyi Larisa Korobejnikova                                                          | [ 63 ] |
| 20 giugno 2016   | Campionato europeo Toruń                                    | CC   | Fioretto | Squadre | Russia Inna Deriglazova Larisa Korobejnikova Aida Šanaeva Adelina Zagidullina         | Italia Martina Batini Elisa Di Francisca Arianna Errigo Alice Volpi                         | Francia Astrid Guyart Jeromine Mpah-Njanga Pauline Ranvier Ysora Thibus                           | [ 64 ] |
| 20 giugno 2016   | Campionato europeo Toruń                                    | CC   | Sciabola | Indiv.  | Sof'ja Velikaja                                                                       | Anna Márton                                                                                 | Ol'ha Charlan Charlotte Lembach                                                                   | [ 65 ] |
| 20 giugno 2016   | Campionato europeo Toruń                                    | CC   | Sciabola | Squadre | Russia Ekaterina D'jačenko Jana Egorjan Julija Gavrilova Sof'ja Velikaja              | Francia Cécilia Berder Saoussen Boudiaf Manon Brunet Charlotte Lembach                      | Ucraina Ol'ha Charlan Alina Komaščuk Olena Kravac'ka Olena Voronina                               | [ 66 ] |
| 6 agosto 2016    | Olimpiadi di Scherma Rio de Janeiro                         | OL   | Spada    | Indiv.  | Emese Szász                                                                           | Rossella Fiamingo                                                                           | Sun Yiwen                                                                                         | [ 67 ] |
| 6 agosto 2016    | Olimpiadi di Scherma Rio de Janeiro                         | OL   | Spada    | Squadre | Romania Loredana Dinu Simona Gherman Simona Pop Ana Maria Popescu                     | Cina Hao Jialu Sun Yiwen Sun Yujie Xu Anqi                                                  | Russia Ol'ga Kočneva Violetta Kolobova Tat'jana Logunova Ljubov' Šutova                           | [ 68 ] |
| 6 agosto 2016    | Olimpiadi di Scherma Rio de Janeiro                         | OL   | Fioretto | Indiv.  | Inna Deriglazova                                                                      | Elisa Di Francisca                                                                          | Inès Boubakri                                                                                     | [ 69 ] |
| 6 agosto 2016    | Olimpiadi di Scherma Rio de Janeiro                         | OL   | Sciabola | Indiv.  | Yana Egorian                                                                          | Sof'ja Velikaja                                                                             | Ol'ha Charlan                                                                                     | [ 70 ] |
| 6 agosto 2016    | Olimpiadi di Scherma Rio de Janeiro                         | OL   | Sciabola | Squadre | Russia Ekaterina D'jačenko Jana Egorjan Julija Gavrilova Sof'ja Velikaja              | Ucraina Ol'ha Charlan Alina Komaščuk Olena Kravac'ka Olena Voronina                         | Stati Uniti Monica Aksamit Ibtihaj Muhammad Dagmara Wozniak Mariel Zagunis                        | [ 71 ] |

### Uomini

#### Circuito principale
| Data             | Nome e luogo                                            | Cat. | Arma     | Tipo    | Vincitore                                                                             | Finalista | Semifinalisti | T       |
| ---------------- | ------------------------------------------------------- | ---- | -------- | ------- | ------------------------------------------------------------------------------------- | --- | --- | ------- |
| 9 ottobre 2015   | Coppa del Mondo in memoria di Nougzar Assatiani Tbilisi | CdM  | Sciabola | Indiv.  | Aleksey Yakimenko                                                                     | Tiberiu Dolniceanu                                                                                              | Nicolas Limbach Andriy Yahodka | [ 72 ]  |
| 9 ottobre 2015   | Coppa del Mondo in memoria di Nougzar Assatiani Tbilisi | CdM  | Sciabola | Squadre | Stati Uniti Daryl Homer Jeff Spear Peter Souders Eli Dershwitz                        | Francia Vincent Anstett Julien Medard Maxence Lambert Boladé Apithy                                             | Germania Max Hartung Matyas Szabo Richard Hübers Nicolas Limbach                                                                  | [ 73 ]  |
| 16 ottobre 2015  | Coppa del Mondo San Jose                                | CdM  | Fioretto | Indiv.  | Timur Safin                                                                           | James-Andrew Davis                                                                                              | Jérémy Cadot Yūki Ōta | [ 74 ]  |
| 16 ottobre 2015  | Coppa del Mondo San Jose                                | CdM  | Fioretto | Squadre | Francia Enzo Lefort Jeremy Cadot Erwann Le Péchoux Vincent Simon                      | Giappone Suguru Awaji Yuki Ota Kyosuke Matsuyama Kenta Chida                                                    | Stati Uniti Race Imboden Alexander Massialas Miles Chamley-Watson David Willette                                                  | [ 75 ]  |
| 23 ottobre 2015  | Grand Prix di Berna Berna                               | CdM  | Spada    | Indiv.  | Bas Verwijlen                                                                         | Daniel Jerent                                                                                                   | Nikolai Novosjolov Péter Somfai                                                                                                   | [ 76 ]  |
| 23 ottobre 2015  | Grand Prix di Berna Berna                               | CdM  | Spada    | Squadre | Russia Sergey Khodos Vadim Anokhin Pavel Sukhov Anton Avdeev                          | Francia Daniel Jerent Ulrich Robeiri Ronan Gustin Gauthier Grumier                                              | Italia Enrico Garozzo Andrea Santarelli Marco Fichera Paolo Pizzo                                                                 | [ 77 ]  |
| 30 ottobre 2015  | Coppa del Mondo Budapest                                | CdM  | Sciabola | Indiv.  | Aleksey Yakimenko                                                                     | Kim Jung-hwan                                                                                                   | Kamil Ibragimov Nicolas Rousset                                                                                                   | [ 78 ]  |
| 30 ottobre 2015  | Coppa del Mondo Budapest                                | CdM  | Sciabola | Squadre | Russia Alexey Yakimenko Dmitriy Danilenko Kamil Ibragimov Nikolaj Kovalëv             | Stati Uniti Jeff Spear Eli Dershwitz Daryl Homer Peter Souders                                                  | Ungheria Tamas Decsi Andras Szatmari Aron Szilagyi Nikolász Iliász                                                                | [ 79 ]  |
| 6 novembre 2015  | Coppa del Principe Takamado Tokyo                       | CdM  | Fioretto | Indiv.  | Alexander Massialas                                                                   | Heo Jun | Gerek Meinhardt Yūki Ōta | [ 80 ]  |
| 6 novembre 2015  | Coppa del Principe Takamado Tokyo                       | CdM  | Fioretto | Squadre | Stati Uniti Race Imboden Gerek Meinhardt Miles Chamley-Watson Alexander Massialas     | Francia Jeremy Cadot Enzo Lefort Vincent Simon Erwann Le Péchoux                                                | Cina Jianfei Ma Sheng Lei Jialuo Shi Haiwei Chen                                                                                  | [ 81 ]  |
| 13 novembre 2015 | Spada di Tallinn Tallinn                                | CdM  | Spada    | Indiv.  | Kazuyasu Minobe                                                                       | Satoru Uyama | Enrico Garozzo Gauthier Grumier                                                                                                   | [ 82 ]  |
| 13 novembre 2015 | Spada di Tallinn Tallinn                                | CdM  | Spada    | Squadre | Francia Daniel Jerent Ronan Gustin Jean-Michel Lucenay Gauthier Grumier               | Italia Marco Fichera Andrea Santarelli Enrico Garozzo Paolo Pizzo                                               | Svizzera Benjamin Steffen Peer Borsky Fabian Kauter Max Heinzer                                                                   | [ 83 ]  |
| 27 novembre 2015 | Grand Prix Torino                                       | GP   | Fioretto | Indiv.  | Ma Jianfei                                                                            | Richard Kruse                                                                                                   | Lee Kwang-hyun Lorenzo Nista | [ 84 ]  |
| 4 dicembre 2016  | Grand Prix del Qatar Doha                               | GP   | Spada    | Indiv.  | Vadim Anokhin                                                                         | Fabian Kauter                                                                                                   | Yannick Borel Bas Verwijlen | [ 85 ]  |
| 12 dicembre 2016 | Grand Prix di sciabola Fencing Gear Boston              | GP   | Sciabola | Indiv.  | Aldo Montano                                                                          | Áron Szilágyi                                                                                                   | Tiberiu Dolniceanu Benedikt Wagner                                                                                                | [ 86 ]  |
| 15 gennaio 2016  | Challenge international de Paris, Parigi                | CdM  | Fioretto | Indiv.  | Race Imboden                                                                          | Peter Joppich                                                                                                   | Gerek Meinhardt Dmitrij Rigin | [ 87 ]  |
| 15 gennaio 2016  | Challenge international de Paris, Parigi                | CdM  | Fioretto | Squadre | Stati Uniti Miles Chamley-Watson Gerek Meinhardt Alexander Massialas Race Imboden     | Italia Andrea Cassarà Andrea Baldini Daniele Garozzo Giorgio Avola                                              | Regno Unito James-Andrew Davis Marcus Mepstead Laurence Halsted Richard Kruse                                                     | [ 88 ]  |
| 22 gennaio 2016  | Coppa d'Heidenheim Heidenheim                           | CdM  | Spada    | Indiv.  | Gauthier Grumier                                                                      | Bogdan Nikishin                                                                                                 | Anton Avdeev Jean-Michel Lucenay                                                                                                  | [ 89 ]  |
| 22 gennaio 2016  | Coppa d'Heidenheim Heidenheim                           | CdM  | Spada    | Squadre | Italia Marco Fichera Paolo Pizzo Andrea Santarelli Enrico Garozzo                     | Francia Yannick Borel Daniel Jerent Jean-Michel Lucenay Gauthier Grumier                                        | Svizzera Max Heinzer Benjamin Steffen Fabian Kauter Peer Borsky                                                                   | [ 90 ]  |
| 29 gennaio 2016  | Trofeo Luxardo Padova                                   | CdM  | Sciabola | Indiv.  | Aldo Montano                                                                          | Áron Szilágyi                                                                                                   | Kamil Ibragimov Kim Jung-hwan | [ 91 ]  |
| 29 gennaio 2016  | Trofeo Luxardo Padova                                   | CdM  | Sciabola | Squadre | Ungheria Andras Szatmari Nikolász Iliász Aron Szilagyi Tamas Decsi                    | Romania Ciprian Galatanu Tiberiu Dolniceanu Iulian Teodosiu Alin Badea                                          | Corea del Sud Gu Bon-gil Kim Jun-ho Oh Sang-uk Kim Jung-hwan                                                                      | [ 92 ]  |
| 5 febbraio 2016  | Leone di Bonn Bonn                                      | CdM  | Fioretto | Indiv.  | James-Andrew Davis                                                                    | Miles Chamley-Watson                                                                                            | Daniele Garozzo Erwann Le Péchoux                                                                                                 | [ 93 ]  |
| 5 febbraio 2016  | Leone di Bonn Bonn                                      | CdM  | Fioretto | Squadre | Russia Timur Safin Dmitrij Rigin Aleksej Čeremisinov Artur Akhmatkhuzin               | Italia Andrea Cassarà Andrea Baldini Daniele Garozzo Giorgio Avola                                              | Francia Erwann Le Péchoux Jeremy Cadot Enzo Lefort Julien Mertine                                                                 | [ 94 ]  |
| 12 febbraio 2016 | Coppa del Mondo Vancouver                               | CdM  | Spada    | Indiv.  | Enrico Garozzo                                                                        | Constantin Böhm                                                                                                 | Yuval Freilich Park Sang-young | [ 95 ]  |
| 12 febbraio 2016 | Coppa del Mondo Vancouver                               | CdM  | Spada    | Squadre | Ungheria Peter Somfai Andras Redli Geza Imre Gabor Boczko                             | Kazakistan Dmitriy Alexanin Ruslan Kurbanov Vadim Sharlaimov Elmir Alimzhanov                                   | Ucraina Maksym Khvorost Bogdan Nikishin Anatolij Herej Dmytro Karjučenko                                                          | [ 96 ]  |
| 19 febbraio 2016 | Siciabola di Wołodyjowski Varsavia                      | CdM  | Sciabola | Indiv.  | Gu Bon-gil                                                                            | Kim Jun-ho | Aliaksandr Buikevich Kamil Ibragimov                                                                                              | [ 97 ]  |
| 19 febbraio 2016 | Siciabola di Wołodyjowski Varsavia                      | CdM  | Sciabola | Squadre | Stati Uniti Eli Dershwitz Jeff Spear Daryl Homer Peter Souders                        | Russia Veniamin Reshetnikov Dmitriy Danilenko Alexey Yakimenko Kamil Ibragimov                                  | Germania Max Hartung Maximilian Kindler Matyas Szabo Richard Hübers                                                               | [ 98 ]  |
| 11 marzo 2016    | Grand Prix L'Avana                                      | GP   | Fioretto | Indiv.  | Richard Kruse                                                                         | Alaaeldin Abouelkassem                                                                                          | Race Imboden Jean-Paul Tony Helissey                                                                                              | [ 99 ]  |
| 18 marzo 2016    | Grand Prix Westend Budapest                             | GP   | Spada    | Indiv.  | Gauthier Grumier                                                                      | Enrico Garozzo                                                                                                  | Gábor Boczkó Kweon Young-jun | [ 100 ] |
| 25 marzo 2016    | Grand Prix Seul                                         | GP   | Sciabola | Indiv.  | Eli Dershwitz                                                                         | Mojtaba Abedini                                                                                                 | Nikolaj Kovalëv Diego Occhiuzzi                                                                                                   | [ 101 ] |
| 13 aprile 2016   | Campionati asiatici Wuxi                                | CC   | Spada    | Indiv.  | Park Kyoung-doo                                                                       | Park Sang-young                                                                                                 | Kazuyasu Minobe Shi Gaofeng | [ 102 ] |
| 13 aprile 2016   | Campionati asiatici Wuxi                                | CC   | Spada    | Squadre | Giappone Inochi Ito Masaru Yamada Kazuyasu Minobe Satoru Uyama                        | Corea del Sud Park Sang-young Kyoungdoo Park Jung Jin-sun Seunghwa Jung                                         | Kazakistan Dmitriy Alexanin Ruslan Kurbanov Elmir Alimzhanov Ivan Deryabin                                                        | [ 103 ] |
| 13 aprile 2016   | Campionati asiatici Wuxi                                | CC   | Fioretto | Indiv.  | Cheung Ka Long                                                                        | Takahiro Shikine                                                                                                | Kwon Young-ho Lei Sheng | [ 104 ] |
| 13 aprile 2016   | Campionati asiatici Wuxi                                | CC   | Fioretto | Squadre | Corea del Sud Son Young-ki Youngho Kwon Heo Jun Lee Kwang-hyun                        | Cina Sheng Lei Haiwei Chen Jianfei Ma Jialuo Shi                                                                | Giappone Takahiro Shikine Toshiya Saito Kyosuke Matsuyama Kenta Suzumura                                                          | [ 105 ] |
| 13 aprile 2016   | Campionati asiatici Wuxi                                | CC   | Sciabola | Indiv.  | Kim Jung-hwan                                                                         | Ali Pakdaman | Vũ Thành An Xu Yingming | [ 106 ] |
| 13 aprile 2016   | Campionati asiatici Wuxi                                | CC   | Sciabola | Squadre | Corea del Sud Kim Jun-ho Kim Jung-hwan Gu Bon-gil Oh Sang-uk                          | Cina Yingming Xu Xin Fang Shi Wang Wei Sun                                                                      | Vietnam Duc Anh To Thanh An Vu Van Hung Vu Xuan Loi Nguyen                                                                        | [ 107 ] |
| 15 aprile 2016   | Campionati africani Algeri                              | CC   | Spada    | Indiv.  | Alexandre Bouzaid                                                                     | Ayman Fayez | Ahmed Elsaghir Mahmoud Mohsen | [ 108 ] |
| 15 aprile 2016   | Campionati africani Algeri                              | CC   | Spada    | Squadre | Egitto Ayman Fayez Mahmoud Mohsen Mohannad Saif Ahmed Elsaghir                        | Senegal Babacar Kadam Mouhamadou Moustapha Sall Bourama Keba Sagnan Alexandre Bouzaid                           | Algeria Menouar Benreguia Leo Hamcha Maxime Ichem Cade Mohamed Benyahia                                                           | [ 109 ] |
| 15 aprile 2016   | Campionati africani Algeri                              | CC   | Fioretto | Indiv.  | Alaaeldin Abouelkassem                                                                | Victor Sintès                                                                                                   | Tarek Ayad Mohamed Samandi | [ 110 ] |
| 15 aprile 2016   | Campionati africani Algeri                              | CC   | Fioretto | Squadre | Egitto Alaaeldin Abouelkassem Mohamed Essam Mohamed Hamza Mohannad Saif               | Tunisia Mohamed Samandi Mohamed Ayoub Ferjani Heythem Bessaoud -                                                | Algeria Yanis Baptiste Mabed Youcef Madi Salim Heroui Hamid Victor Sintes                                                         | [ 111 ] |
| 15 aprile 2016   | Campionati africani Algeri                              | CC   | Sciabola | Indiv.  | Mohab Samer                                                                           | Farès Ferjani                                                                                                   | Mostafa Ayman Hichem Samandi | [ 112 ] |
| 15 aprile 2016   | Campionati africani Algeri                              | CC   | Sciabola | Squadre | Tunisia Ahmed Ferjani Heythem Bessaoud Fares Ferjani Hichem Samandi                   | Egitto Mostafa Ayman Mohab Samer Ali Adel Ahmed Amr                                                             | Algeria Acyl Maaziz Anis Mairi Akram Bounabi Zin Eddine Heroui                                                                    | [ 113 ] |
| 22 aprile 2016   | Grand Prix Rio de Janeiro                               | GP   | Fioretto | Indiv.  | Bogdan Nikishin                                                                       | Benjamin Steffen                                                                                                | Anatoliy Herey Park Kyoung-doo | [ 114 ] |
| 26 aprile 2016   | Campionato mondiale Rio de Janeiro                      | CM   | Sciabola | Squadre | Russia Dmitrij Danilenko Kamil' Ibragimov Nikolaj Kovalëv Aleksej Jakimenko           | Ungheria Tamas Decsi Nikolász Iliász András Szatmári Áron Szilágyi                                              | Romania Alin Badea Tiberiu Dolniceanu Ciprian Gălățanu Iulian Teodosiu                                                            | [ 115 ] |
| 13 maggio 2016   | Fioretto di San Pietroburgo San Pietroburgo             | CdM  | Fioretto | Indiv.  | Dmitry Zherebchenko                                                                   | Dmitrij Rigin                                                                                                   | Andrea Baldini James-Andrew Davis                                                                                                 | [ 116 ] |
| 13 maggio 2016   | Fioretto di San Pietroburgo San Pietroburgo             | CdM  | Fioretto | Squadre | Italia Andrea Cassarà Andrea Baldini Giorgio Avola Daniele Garozzo                    | Stati Uniti Gerek Meinhardt Miles Chamley-Watson Alexander Massialas Race Imboden                               | Francia Jean-Paul Tony Helissey Jeremy Cadot Enzo Lefort Erwann Le Péchoux                                                        | [ 117 ] |
| 13 maggio 2016   | Città di Madrid Madrid                                  | CdM  | Sciabola | Indiv.  | Vincent Anstett                                                                       | Sandro Bazadze                                                                                                  | Luca Curatoli Kim Jung-hwan | [ 118 ] |
| 13 maggio 2016   | Città di Madrid Madrid                                  | CdM  | Sciabola | Squadre | Germania Matyas Szabo Richard Hübers Maximilian Kindler Max Hartung                   | Stati Uniti Daryl Homer Jeff Spear Peter Souders Eli Dershwitz                                                  | Ungheria Aron Szilagyi Tamas Decsi Andras Szatmari Nikolász Iliász                                                                | [ 119 ] |
| 20 maggio 2016   | Challenge Monal Parigi                                  | CdM  | Spada    | Indiv.  | Gauthier Grumier                                                                      | Pavel Sukhov | Géza Imre Daniel Jerent | [ 120 ] |
| 20 maggio 2016   | Challenge Monal Parigi                                  | CdM  | Spada    | Squadre | Ucraina Bogdan Nikishin Maksym Khvorost Anatolij Herej Dmytro Karjučenko              | Francia Gauthier Grumier Yannick Borel Daniel Jerent Jean-Michel Lucenay                                        | Ungheria Peter Somfai Andras Redli Geza Imre Gabor Boczko                                                                         | [ 121 ] |
| 27 maggio 2016   | Grand Prix Mosca                                        | GP   | Spada    | Indiv.  | Kim Jung-hwan                                                                         | Xu Yingming | Vincent Anstett Nikolaj Kovalëv                                                                                                   | [ 122 ] |
| 3 giugno 2016    | Grand Prix Shanghai                                     | GP   | Fioretto | Indiv.  | Alexander Massialas                                                                   | Lee Kwang-hyun                                                                                                  | Chen Haiwei Alessio Foconi | [ 123 ] |
| 20 giugno 2016   | Campionati panamericani Panama                          | CC   | Spada    | Indiv.  | Yunior Reytor Venet                                                                   | Jason Pryor | Maxime Brinck-Croteau Reynier Henriquez Ortiz                                                                                     | [ 124 ] |
| 20 giugno 2016   | Campionati panamericani Panama                          | CC   | Spada    | Squadre | Venezuela Kelvin Cana Infante Francisco Limardo Ruben Limardo Gascon Silvio Fernández | Cuba Yunior Reytor Venet Ringo Quintero Alvarez Reynier Henriquez Ortiz Luis Enrique Patterson                  | Colombia John Edison Rodriguez Quevedo Gustavo Adolfo Coqueco Guerrero Andres Felipe Campos Zarate Michael Augusto Lozano Montoya | [ 125 ] |
| 20 giugno 2016   | Campionati panamericani Panama                          | CC   | Fioretto | Indiv.  | Alexander Massialas                                                                   | Daniel Gómez | Miles Chamley-Watson Race Imboden                                                                                                 | [ 126 ] |
| 20 giugno 2016   | Campionati panamericani Panama                          | CC   | Fioretto | Squadre | Stati Uniti Alexander Massialas Gerek Meinhardt Race Imboden David Willette           | Brasile Guilherme Toldo Henrique Tavian Marques Ghislain Perrier Fernando Scavasin                              | Canada Maximilien Van Haaster Mikhail Sweet Marc-Antoine Brodeur -                                                                | [ 127 ] |
| 20 giugno 2016   | Campionati panamericani Panama                          | CC   | Sciabola | Indiv.  | Renzo Agresta                                                                         | Andrew Mackiewicz                                                                                               | Eli Dershwitz José Quintero | [ 128 ] |
| 20 giugno 2016   | Campionati panamericani Panama                          | CC   | Sciabola | Squadre | Stati Uniti Eli Dershwitz Daryl Homer Jeff Spear Andrew Mackiewicz                    | Messico Pascual Maria Di Tella Martin Exequiel Lora Grunwaldt Ricardo Alberto Bustamante Stefano Ivan Lucchetti | Canada Julian Ayala Javier Alejandro Hernandez Flores Hector Florencia Adrian Acuna Ramirez                                       | [ 129 ] |
| 20 giugno 2016   | Campionato europeo Tbilisi                              | CC   | Spada    | Indiv.  | Yannick Borel                                                                         | Max Heinzer | Jean-Michel Lucenay Bohdan Nikishyn                                                                                               | [ 130 ] |
| 20 giugno 2016   | Campionato europeo Tbilisi                              | CC   | Spada    | Squadre | Francia Yannick Borel Gauthier Grumier Daniel Jerent Jean-Michel Lucenay              | Italia Lorenzo Buzzi Enrico Garozzo Paolo Pizzo Andrea Santarelli                                               | Ucraina Anatolij Herej Dmytro Karjučenko Maksym Chvorost Bohdan Nikišyn                                                           | [ 131 ] |
| 20 giugno 2016   | Campionato europeo Tbilisi                              | CC   | Fioretto | Indiv.  | Timur Safin                                                                           | Erwann Le Péchoux                                                                                               | Giorgio Avola André Sanita | [ 132 ] |
| 20 giugno 2016   | Campionato europeo Tbilisi                              | CC   | Fioretto | Squadre | Russia Artur Achmatchuzin Aleksej Čeremisinov Dmitrij Rigin Timur Safin               | Italia Giorgio Avola Andrea Baldini Andrea Cassarà Daniele Garozzo                                              | Regno Unito James-Andrew Davis Laurence Halsted Richard Kruse Marcus Mepstead                                                     | [ 133 ] |
| 20 giugno 2016   | Campionato europeo Tbilisi                              | CC   | Sciabola | Indiv.  | Benedikt Wagner                                                                       | Vincent Anstett                                                                                                 | Kamil Ibragimov Aleksey Yakimenko                                                                                                 | [ 134 ] |
| 20 giugno 2016   | Campionato europeo Tbilisi                              | CC   | Sciabola | Squadre | Russia Dmitrij Danilenko Kamil' Ibragimov Nikolaj Kovalëv Aleksej Jakimenko           | Italia Enrico Berrè Luca Curatoli Diego Occhiuzzi Luigi Samele                                                  | Romania Alin Badea Tiberiu Dolniceanu Ciprian Galatanu Iulian Teodosiu                                                            | [ 135 ] |
| 6 agosto 2016    | Olimpiadi di Scherma Rio de Janeiro                     | OL   | Spada    | Indiv.  | Park Sang-young                                                                       | Géza Imre | Gauthier Grumier | [ 136 ] |
| 6 agosto 2016    | Olimpiadi di Scherma Rio de Janeiro                     | OL   | Spada    | Squadre | Francia Gauthier Grumier Daniel Jerent Yannick Borel Jean-Michel Lucenay              | Italia Marco Fichera Enrico Garozzo Paolo Pizzo Andrea Santarelli                                               | Ungheria Gábor Boczkó Géza Imre András Rédli Péter Somfai                                                                         | [ 137 ] |
| 6 agosto 2016    | Olimpiadi di Scherma Rio de Janeiro                     | OL   | Fioretto | Indiv.  | Daniele Garozzo                                                                       | Alexander Massialas                                                                                             | Timur Safin | [ 138 ] |
| 6 agosto 2016    | Olimpiadi di Scherma Rio de Janeiro                     | OL   | Fioretto | Squadre | Russia Timur Safin Aleksej Čeremisinov Artur Achmatchuzin Dmitrij Žerebčenko          | Francia Enzo Lefort Jérémy Cadot Erwann Le Péchoux Jean-Paul Tony Helissey                                      | Stati Uniti Miles Chamley-Watson Race Imboden Alexander Massialas Gerek Meinhardt                                                 | [ 139 ] |
| 6 agosto 2016    | Olimpiadi di Scherma Rio de Janeiro                     | OL   | Sciabola | Indiv.  | Áron Szilágyi                                                                         | Daryl Homer | Kim Jung-hwan | [ 140 ] |

## Classifica generale

### Spada

#### Donne
| Pos. | Atleta            | Punti |
| ---- | ----------------- | ----- |
| 1    | Emese Szász       | 201   |
| 2    | Sarra Besbes      | 179   |
| 3    | Anqi Xu           | 177   |
| 4    | Tatiana Logunova  | 169   |
| 5    | Yiwen Sun         | 165   |
| 6    | Ana Maria Popescu | 143   |
| 7    | Rossella Fiamingo | 141   |
| 8    | Mara Navarria     | 124   |
| 9    | Irina Embrich     | 116   |
| 10   | Violetta Kolobova | 107   |

| Pos. | Nazione       | Punti |
| ---- | ------------- | ----- |
| 1    | Romania       | 364   |
| 2    | Russia        | 344   |
| 3    | Cina          | 324   |
| 4    | Estonia       | 312   |
| 5    | Corea del Sud | 278   |

#### Uomini
| Pos. | Atleta           | Punti |
| ---- | ---------------- | ----- |
| 1    | Gauthier Grumier | 207   |
| 2    | Yannick Borel    | 169   |
| 3    | Park Sang-young  | 163   |
| 4    | Geza Imre        | 162   |
| 5    | Enrico Garozzo   | 156   |
| 6    | Bogdan Nikishin  | 140   |
| 7    | Kazuyasu Minobe  | 140   |
| 8    | Benjamin Steffen | 132   |
| 9    | Vadim Anokhin    | 131   |
| 10   | Max Heinzer      | 125   |

| Pos. | Nazione  | Punti |
| ---- | -------- | ----- |
| 1    | Francia  | 412   |
| 2    | Italia   | 344   |
| 3    | Ucraina  | 288   |
| 4    | Ungheria | 269   |
| 5    | Russia   | 231   |

### Fioretto

#### Donne
| Pos. | Atleta             | Punti |
| ---- | ------------------ | ----- |
| 1    | Arianna Errigo     | 262   |
| 2    | Inna Gracheva      | 233   |
| 3    | Elisa Di Francisca | 218   |
| 4    | Lee Kiefer         | 202   |
| 5    | Ysaora Thibus      | 172   |
| 6    | Aida Shanaeva      | 164   |
| 7    | Ines Boubakri      | 158   |
| 8    | Astrid Guyart      | 121   |
| 9    | Martina Batini     | 120   |
| 10   | Alice Volpi        | 108   |

| Pos. | Nazione       | Punti |
| ---- | ------------- | ----- |
| 1    | Russia        | 424   |
| 2    | Italia        | 400   |
| 3    | Stati Uniti   | 276   |
| 4    | Francia       | 266   |
| 5    | Corea del Sud | 258   |

#### Uomini
| Pos. | Atleta                 | Punti |
| ---- | ---------------------- | ----- |
| 1    | Alexander Massialas    | 253   |
| 2    | Daniele Garozzo        | 189   |
| 3    | Richard Kruse          | 177   |
| 4    | Timur Safin            | 172   |
| 5    | Giorgio Avola          | 150   |
| 6    | James-Andrew Davis     | 147   |
| 7    | Jianfei Ma             | 147   |
| 8    | Gerek Meinhardt        | 134   |
| 9    | Alaaeldin Abouelkassem | 133   |
| 10   | Chen Haiwei            | 129   |

| Pos. | Nazione     | Punti |
| ---- | ----------- | ----- |
| 1    | Stati Uniti | 364   |
| 2    | Russia      | 354   |
| 3    | Francia     | 336   |
| 4    | Italia      | 328   |
| 5    | Cina        | 250   |

### Sciabola

#### Donne
| Pos. | Atleta              | Punti |
| ---- | ------------------- | ----- |
| 1    | Sofya Velikaya      | 253   |
| 2    | Yana Egorian        | 243   |
| 3    | Olga Kharlan        | 242   |
| 4    | Mariel Zagunis      | 200   |
| 5    | Kim Ji-yeon         | 163   |
| 6    | Anna Márton         | 147   |
| 7    | Ibtihaj Muhammad    | 140   |
| 8    | Shen Chen           | 127   |
| 9    | Manon Apithy-Brunet | 121   |
| 10   | Azza Besbes         | 119   |

| Pos. | Nazione     | Punti |
| ---- | ----------- | ----- |
| 1    | Russia      | 424   |
| 2    | Ucraina     | 364   |
| 3    | Francia     | 300   |
| 4    | Stati Uniti | 274   |
| 5    | Italia      | 244   |

#### Uomini
| Pos. | Atleta             | Punti |
| ---- | ------------------ | ----- |
| 1    | Kim Jung-hwan      | 243   |
| 2    | Aron Szilagyi      | 219   |
| 3    | Vincent Anstett    | 181   |
| 4    | Alexey Yakimenko   | 169   |
| 5    | Nikolaj Kovalëv    | 151   |
| 6    | Mojtaba Abedini    | 149   |
| 7    | Gu Bon-gil         | 139   |
| 8    | Daryl Homer        | 135   |
| 9    | Tiberiu Dolniceanu | 134   |
| 10   | Eli Dershwitz      | 126   |

| Pos. | Nazione     | Punti |
| ---- | ----------- | ----- |
| 1    | Russia      | 374   |
| 2    | Stati Uniti | 348   |
| 3    | Ungheria    | 312   |
| 4    | Germania    | 272   |
| 5    | Romania     | 264   |